# Heposaari (ö i Finland, Päijänne-Tavastland, Lahtis, lat 61,28, long 25,40)
Heposaari är en ö i Finland. Den ligger i sjön Päijänne och i kommunerna Asikkala och Padasjoki och landskapet Päijänne-Tavastland, i den södra delen av landet, 130 km norr om huvudstaden Helsingfors. Öns area är 2 hektar och dess största längd är 190 meter i nord-sydlig riktning.